# Moronanita
Moronanita là một chi bướm đêm thuộc họ Tortricidae.

## Các loài
- Moronanita moruna Razowski & Wojtusiak, 2006